# Charlie Aitken (calciatore 1932)
Charlie Aitken (Gorebridge, 19 luglio 1932 – 12 gennaio 2008) è stato un calciatore scozzese, di ruolo centrocampista, che ha giocato per tutta la carriera vestendo la divisa del Motherwell.
Era una mezzala.

## Palmarès

### Club

#### Competizioni nazionali
- Scottish League Cup: 1

Motherwell: 1950-1951
- Coppa di Scozia: 1

Motherwell: 1951-1952
- Scottish First Division: 1

Motherwell: 1953-1954